# 中村音子
中村 音子（なかむら おとこ、8月11日生）は、日本の女優、ダンサー。元宝塚歌劇団男役（78期生）。愛称はotoko。
宝塚歌劇団時代は、音羽 椋（おとわ りょう）の名で活動。

## 略歴
- 1992年、78期生として宝塚歌劇団に入団。入団時の成績は9番。雪組『この恋は雲の涯まで』で初舞台。翌年、花組に配属。幼少よりクラシックバレエを習っており、下級生時代からダンサーとして高い評価をうけ、注目される。
- 1996年、『ハイペリオン』（大劇場新人公演：リザードA、ジャズの女Sほか)
- 1996年、『二人だけが悪 -男には秘密があった そして女には…-』『パッション・ブルー』より、星組へ組替え。『エリザベート』（新人公演　エルマー 本役：湖月わたる）
- 1997年、『誠の群像 -新選組流亡記-』で新人公演初主演（土方歳三　本役：麻路さき）。『ダル・レークの恋』（新人公演主演　ラッチマン）
- 1998年、『皇帝』（新人公演主演　ネロ）
- 2000年9月17日、『黄金のファラオ』『美麗猫』をもって宝塚歌劇団を退団。退団後は女優、ダンサーとして舞台を中心に活躍。

## 宝塚歌劇団時代の主な舞台
- 1996年：『ドリアン・グレイの肖像』（ジェイムズ）
- 1997年：『夜明けの天使たち』（ルロイ）
- 1998年：『夜明けの天使たち』（アレン）
- 1998年：『イコンの誘惑』（アナトリー）
- 1998年：『聖夜物語』（アルファート・ロメロ）
- 1999年：『WEST SIDE STORY』（アクション）
- 1999年：『夢・シェイクスピア』（ビル／パック）
- 2000年：『我が愛は山の彼方に』（竜林）『グレート・センチュリー』
- 2000年：『Love Insurance』（マクガバン）
- 2000年：『黄金のファラオ』（エムサ）『美麗猫』（ブラックキャット）

## 宝塚歌劇団退団後の主な出演

### 映画
- 舞妓Haaaan!!!（2007年、芸妓役）

### 舞台
2000年
- RYO OTOWA Christmas Concert（12月15日 - 17日、VILLA DEL SOL）

2001年
- 神戸音楽祭2001（2月17日、神戸国際会館）
- SANCTUARY 〜 旋回する夜の情景（2月2日 - 24日、ベニサン・ピット）荻田浩一作・演出
- Little Shop of HORRORS（8月3日 - 19日：アートスフィア、9月5日 - 7日：大阪厚生年金会館）上島雪夫演出・振付
- THE SINGERS 　JAZZ COCKTAIL 2001（5月10日 - 27日、博品館劇場）上島雪夫演出・振付
- OTOKO NAKAMURA Dinner Show（12月1日 - 2日：ルミナス神戸2号、12月15日：六本木Satin Doll）

2002
- 陰陽師　言霊ノ巻（2月8日 - 17日、東京芸術劇場小ホール） KOtoDAMA企画
- 新・演歌の花道（4月28日 - 5月13日：新宿コマ劇場、5月17日 - 26日：梅田コマ劇場）
- Rhapsody in Dream（6月26日 - 30日：博品館劇場、7月4日：シアター・ドラマシティ）上島雪夫演出・振付
- 千舟会（8月17日、国立劇場大ホール）
- 新版・四谷怪談（9月5日 - 15日：ブディストホール、9月17日 - 18日：HEP HALL）荻田浩一作・演出
- 盟三五大切（小万）（12月4日 - 15日、ベニサン・ピット） 流山児★事務所

2003
- Bryant Park Movement（1月13日 - 21日、赤坂ACTシアター）ダレン・リ―振付
- ラヴィ 〜人生〜（3月21日 - 23日、新国立小劇場）広崎うらん演出・振付
- Rhapsody in Dream（ 5月28日 - 6月3日、博品館劇場）上島雪夫演出・振付
- SLEEPLESS（7月8日 - 13日、青山円形劇場）クリオネ プロデュース
- The Singers 〜TANGO★サヨナラ〜（9月19日 - 28日、博品館劇場）上島雪夫演出・振付
- DECADANCE 2003 Message in A Bottle（11月6日 - 9日、アートスフィア）上島雪夫演出・振付
- チャーシューメン・エンジェル 秘伝の味（12月1日 - 3日、銀座小劇場）音羽企画

2004
- ラヴィ 〜人生〜 ディレクターズカット（6月8日 - 9日、スペース・ゼロ）
- ミュージカル エディット・ピアフ（6月15日 - 20日：アートスフィア、6月26日：シアター・ドラマシティ）

2005
- 桜姫表裏大綺譚（桜姫）（1月6日 - 16日、ベニサン・ピット）流山児★事務所
- チャーシューメン エンジェル VOL.2 〜あさはかな恋〜（8月8日 - 10日、高円寺明石スタジオ）音羽企画

2006
- 血の婚礼（月）（8月5日 - 20日、ベニサン・ピット）TPT56。作：ガルシア・ロルカ、演出：アリ・エデルソン、振付：中村音子。

2006
- DANCE EXHIBITION 2006（ダンスプラネットNo.21 Aプログラム[c-e]）（9月15日 - 16日、新国立劇場小劇場）